# CIM-10 Chapitre 14 : Maladies de l'appareil génito-urinaire
Cet article développe le Chapitre 14 : Maladies de l'appareil génito-urinaire (N00-N99) de la classification internationale des maladies (CIM-10) publié par l'Organisation mondiale de la santé (OMS).

## N00-N39 - Maladies du système génital: système urinaire

### (N00-N08) Glomérulopathies
- (N00) Syndrome néphritique aigu
  - (N00.0) Syndrome néphritique aigu avec anomalies glomérulaires mineures
  - (N00.1) Syndrome néphritique aigu avec lésions glomérulaires segmentaires et focales
  - (N00.2) Syndrome néphritique aigu avec glomérulonéphrite membraneuse diffuse
  - (N00.3) Syndrome néphritique aigu avec glomérulonéphrite proliférative mésangiale diffuse
  - (N00.4) Syndrome néphritique aigu avec glomérulonéphrite proliférative endocapillaire diffuse
  - (N00.5) Syndrome néphritique aigu avec glomérulonéphrite mésangio-capillaire diffuse
  - (N00.6) Syndrome néphritique aigu avec maladie à dépôt dense
  - (N00.7) Syndrome néphritique aigu avec glomérulonéphrite diffuse en croissant
  - (N00.8) Syndrome néphritique aigu avec autres modifications morphologiques
  - (N00.9) Syndrome néphritique aigu

- (N01) Syndrome néphritique d'évolution rapide
  - (N01.0) Syndrome néphritique d'évolution rapide avec anomalies glomérulaires mineures
  - (N01.1) Syndrome néphritique d'évolution rapide avec lésions glomérulaires segmentaires et focales
  - (N01.2) Syndrome néphritique d'évolution rapide avec glomérulonéphrite membraneuse diffuse
  - (N01.3) Syndrome néphritique d'évolution rapide avec glomérulonéphrite proliférative mésangiale diffuse
  - (N01.4) Syndrome néphritique d'évolution rapide avec glomérulonéphrite proliférative endocapillaire diffuse
  - (N01.5) Syndrome néphritique d'évolution rapide avec glomérulonéphrite mésangio-capillaire diffuse
  - (N01.6) Syndrome néphritique d'évolution rapide avec maladie à dépôt dense
  - (N01.7) Syndrome néphritique d'évolution rapide avec glomérulonéphrite diffuse en croissant
  - (N01.8) Syndrome néphritique d'évolution rapide avec autres modifications morphologiques
  - (N01.9) Syndrome néphritique d'évolution rapide

- (N02) Hématurie récidivante et persistante
  - (N02.0) Hématurie récidivante et persistante avec anomalies glomérulaires mineure
  - (N02.1) Hématurie récidivante et persistante avec lésions glomérulaires segmentaires et focales 
  - (N02.2) Hématurie récidivante et persistante avec glomérulonéphrite membraneuse diffuse 
  - (N02.3) Hématurie récidivante et persistante avec glomérulonéphrite proliférative mésangiale diffuse 
  - (N02.4) Hématurie récidivante et persistante avec glomérulonéphrite proliférative endocapillaire diffuse 
  - (N02.5) Hématurie récidivante et persistante avec glomérulonéphrite mésangio-capillaire diffuse
  - (N02.6) Hématurie récidivante et persistante avec maladie à dépôt dense
  - (N02.7) Hématurie récidivante et persistante avec glomérulonéphrite diffuse en croissant
  - (N02.8) Hématurie récidivante et persistante avec autres modifications morphologiques
  - (N02.9) Hématurie récidivante et persistante

- (N03) Syndrome néphritique chronique
  - (N03.0) Syndrome néphritique chronique avec anomalies glomérulaires mineures
  - (N03.1) Syndrome néphritique chronique avec lésions glomérulaires segmentaires et focales
  - (N03.2) Syndrome néphritique chronique avec glomérulonéphrite membraneuse diffuse
  - (N03.3) Syndrome néphritique chronique avec glomérulonéphrite proliférative mésangiale diffuse
  - (N03.4) Syndrome néphritique chronique avec glomérulonéphrite proliférative endocapillaire diffuse
  - (N03.5) Syndrome néphritique chronique avec glomérulonéphrite mésangio-capillaire diffuse
  - (N03.6) Syndrome néphritique chronique avec maladie à dépôt dense
  - (N03.7) Syndrome néphritique chronique avec glomérulonéphrite diffuse en croissant
  - (N03.8) Syndrome néphritique chronique avec autres modifications morphologiques
  - (N03.9) Syndrome néphritique chronique

- (N04) Syndrome néphrotique
  - (N04.0) Syndrome néphrotique avec anomalies glomérulaires mineures
  - (N04.1) Syndrome néphrotique avec lésions glomérulaires segmentaires et focales
  - (N04.2) Syndrome néphrotique avec glomérulonéphrite membraneuse diffuse
  - (N04.3) Syndrome néphrotique avec glomérulonéphrite proliférative mésangiale diffuse
  - (N04.4) Syndrome néphrotique avec glomérulonéphrite proliférative endocapillaire diffuse
  - (N04.5) Syndrome néphrotique avec glomérulonéphrite mésangio-capillaire diffuse
  - (N04.6) Syndrome néphrotique avec maladie à dépôt dense
  - (N04.7) Syndrome néphrotique avec glomérulonéphrite diffuse en croissant
  - (N04.8) Syndrome néphrotique avec autres modifications morphologiques
  - (N04.9) Syndrome néphrotique

- (N05) Syndrome néphritique, sans précision
  - (N05.0) Syndrome néphritique avec anomalies glomérulaires mineures
  - (N05.1) Syndrome néphritique avec lésions glomérulaires segmentaires et focales
  - (N05.2) Syndrome néphritique avec glomérulonéphrite membraneuse diffuse
  - (N05.3) Syndrome néphritique avec glomérulonéphrite proliférative mésangiale diffuse
  - (N05.4) Syndrome néphritique avec glomérulonéphrite proliférative endocapillaire diffuse
  - (N05.5) Syndrome néphritique avec glomérulonéphrite mésangio-capillaire diffuse
  - (N05.6) Syndrome néphritique avec maladie à dépôt dense
  - (N05.7) Syndrome néphritique avec glomérulonéphrite diffuse en croissant
  - (N05.8) Syndrome néphritique avec autres modifications morphologiques
  - (N05.9) Syndrome néphritique

- (N06) Protéinurie isolée avec lésions morphologiques précisées
  - (N06.0) Protéinurie isolée avec lésions morphologiques précisées, anomalies glomérulaires mineures
  - (N06.1) Protéinurie isolée avec lésions morphologiques précisées, lésions glomérulaires segmentaires et focales
  - (N06.2) Protéinurie isolée avec lésions morphologiques précisées, glomérulonéphrite membraneuse diffuse
  - (N06.3) Protéinurie isolée avec lésions morphologiques précisées, glomérulonéphrite proliférative mésangiale diffuse
  - (N06.4) Protéinurie isolée avec lésions morphologiques précisées, glomérulonéphrite proliférative endocapillaire diffuse
  - (N06.5) Protéinurie isolée avec lésions morphologiques précisées, glomérulonéphrite mésangio-capillaire diffuse
  - (N06.6) Protéinurie isolée avec lésions morphologiques précisées, maladie à dépôt dense
  - (N06.7) Protéinurie isolée avec lésions morphologiques précisées, glomérulonéphrite diffuse en croissant
  - (N06.8) Protéinurie isolée avec autres lésions morphologiques précisées

- (N07) Néphropathie héréditaire, non classée ailleurs
  - (N07.0) Néphropathie héréditaire, anomalies glomérulaires mineures
  - (N07.1) Néphropathie héréditaire, lésions glomérulaires segmentaires et focales
  - (N07.2) Néphropathie héréditaire, glomérulonéphrite membraneuse diffuse
  - (N07.3) Néphropathie héréditaire, glomérulonéphrite proliférative mésangiale diffuse
  - (N07.4) Néphropathie héréditaire, glomérulonéphrite proliférative endocapillaire diffuse
  - (N07.5) Néphropathie héréditaire, glomérulonéphrite mésangio-capillaire diffuse
  - (N07.6) Néphropathie héréditaire, maladie à dépôt dense
  - (N07.7) Néphropathie héréditaire, glomérulonéphrite diffuse en croissant
  - (N07.8) Néphropathie héréditaire, autres modifications morphologiques
  - (N07.9) Néphropathie héréditaire

- (N08) Glomérulopathies au cours de maladies classées ailleurs
  - (N08.0) Glomérulopathie au cours de maladies infectieuses et parasitaires classées ailleurs
  - (N08.1) Glomérulopathie au cours de maladies tumorales
  - (N08.2) Glomérulopathie au cours de maladies du sang et des anomalies du système immunitaire
  - (N08.3) Glomérulopathie au cours du diabète sucré (E10-E14+)
  - (N08.4) Glomérulopathie au cours de maladies endocriniennes, nutritionnelles et métaboliques
  - (N08.5) Glomérulopathie au cours d'affections disséminées du tissu conjonctif
  - (N08.8) Glomérulopathie au cours d'autres maladies classées ailleurs

### (N10-N16) Maladies rénales tubulo-interstitielles
- (N10) Néphrite tubulo-interstitielle aiguë

- (N11) Néphrite tubulo-interstitielle chronique
  - (N11.0) Pyélonéphrite non obstructive chronique associée à un reflux
  - (N11.1) Pyélonéphrite obstructive chronique
  - (N11.8) Autres néphrites tubulo-interstitielles chroniques
  - (N11.9) Néphrite tubulo-interstitielle chronique, sans précision

- (N12) Néphrite tubulo-interstitielle, non précisée comme aiguë ou chronique

- (N13) Uropathie obstructive et par reflux
  - (N13.0) Hydronéphrose avec obstruction de la jonction pyélo-urétérale
  - (N13.1) Hydronéphrose avec rétrécissement urétéral, non classée ailleurs
  - (N13.2) Hydronéphrose avec obstruction calculeuse rénale et urétérale
  - (N13.3) Hydronéphroses, autres et sans précision
  - (N13.4) Hydro-uretère
  - (N13.5) Coudure et rétrécissement urétéral, sans hydronéphrose
  - (N13.6) Pyonéphrose
  - (N13.7) Uropathie associée à un reflux vésico-urétéral
  - (N13.8) Autres uropathies obstructives et par reflux
  - (N13.9) Uropathie obstructive et par reflux, sans précision

- (N14) Atteintes tubulo-interstitielles et tubulaires dues à des médicaments et des métaux lourds
  - (N14.0) Néphropathie due à un analgésique
  - (N14.1) Néphropathie due à d'autres médicaments et substances biologiques
  - (N14.2) Néphropathie due à un médicament ou une substance biologique, sans précision
  - (N14.3) Néphropathie due à des métaux lourds
  - (N14.4) Néphropathie toxique, non classée ailleurs

- (N15) Autres maladies rénales tubulo-interstitielles
  - (N15.0) Néphropathie des Balkans
  - (N15.1) Abcès rénal et périrénal
  - (N15.8) Autres maladies rénales tubulo-interstitielles précisées
  - (N15.9) Maladie rénale tubulo-interstitielle, sans précision

- (N16) Maladies rénales tubulo-interstitielles au cours de maladies classées ailleurs
  - (N16.0) Maladie rénale tubulo-interstitielle au cours de maladies infectieuses et parasitaires classées ailleurs
  - (N16.1) Maladie rénale tubulo-interstitielle au cours de maladies tumorales
  - (N16.2) Maladie rénale tubulo-interstitielle au cours de maladies du sang et des troubles du système immunitaire
  - (N16.3) Maladie rénale tubulo-interstitielle au cours de maladies métaboliques
  - (N16.4) Maladie rénale tubulo-interstitielle au cours d'affections disséminées du tissu conjonctif
  - (N16.5) Maladie rénale tubulo-interstitielle au cours d'un rejet de greffe (T86.-+)
  - (N16.8) Maladie rénale tubulo-interstitielle au cours d'autres maladies classées ailleurs

### (N17-N19) Insuffisance rénale
- N17) Insuffisance rénale aiguë
  - N17.0) Insuffisance rénale aiguë avec nécrose tubulaire (Nécrose tubulaire)
  - N17.1) Insuffisance rénale aiguë avec nécrose corticale aiguë (Nécrose corticale)
  - N17.2) Insuffisance rénale aiguë avec nécrose médullaire (Nécrose médullaire)
  - N17.8) Autres insuffisances rénales aiguës
  - N17.9) Insuffisance rénale aiguë, sans précision

- N18) Insuffisance rénale chronique (Urémie chronique)
  - N18.0) Insuffisance rénale terminale
  - N18.8) Autres insuffisances rénales chroniques
  - N18.9) Insuffisance rénale chronique, sans précision
  - N19) Insuffisance rénale, sans précision (Urémie)

### (N20-N23) Urolithiase
- N20) Calcul du rein et de l'uretère
  - N20.0) Calcul du rein
  - N20.1) Calcul de l'uretère
  - N20.2) Calcul du rein avec calcul de l'uretère
  - N20.9) Calcul urinaire, sans précision (Pyélonéphrite)

- N21) Calcul des voies urinaires inférieures (cystite et urétrite)
  - N21.0) Calcul de la vessie
  - N21.1) Calcul de l'urètre
  - N21.8) Autres calculs des voies urinaires inférieures
  - N21.9) Calcul des voies urinaires inférieures, sans précision

- N22* Calcul des voies urinaires au cours de maladies classées ailleurs
  - N22.0* Calcul urinaire au cours de schistosomiase
  - N22.8* Calcul des voies urinaires au cours d'autres maladies classées ailleurs

- N23) Colique néphrétique, sans précision

### (N25-N29) Dysfonctionnement du rein et de l'urètre
- N25) Affections dues à une tubulopathie
  - N25.0) Ostéodystrophie rénale (Insuffisance staturale d'origine rénale; Ostéodystrophie azotémique; Rachitisme rénal)
  - N25.1) Diabète insipide néphrogénique
  - N25.8) Autres affections dues à une tubulopathie (Acidose tubulaire, Syndrome de Lightwood-Albright)
  - N25.9) Affection due à une tubulopathie, sans précision

- N26) Rein scléreux, sans précision (Atrophie rénale, Sclérose rénale)

- N27) Petit rein de cause inconnue
  - N27.0) Petit rein unilatéral
  - N27.1) Petit rein bilatéral
  - N27.9) Petit rein, sans précision

- N28) Autres affections du rein et de l'uretère, non classées ailleurs
  - N28.0) Ischémie et infarctus du rein (Embolie, Obstruction, Occlusion, Thrombose de l'artère rénale, Infarctus rénal)
  - N28.1) Kyste du rein, acquis (Kyste du rein)
  - N28.8) Autres affections précisées du rein et de l'uretère (Hypertrophie rénale, Méga-uretère, Néphroptose, Pyélite, Urétérite, Urétéro-pyélite kystique, Urétérocèle)
  - N28.9) Affection du rein et de l'uretère, sans précision (Néphropathie)

- N29* Autres affections du rein et de l'uretère au cours de maladies classées ailleurs
  - N29.0* Syphilis tardive du rein
  - N29.1* Autres affections du rein et de l'uretère au cours de maladies infectieuses et parasitaires classées ailleurs
  - N29.8* Autres affections du rein et de l'uretère au cours d'autres maladies classées ailleurs

### (N30-N39) Autres maladie du système urinaire
- N30) Cystite
  - N30.0) Cystite aiguë
  - N30.1) Cystite interstitielle (chronique)
  - N30.2) Autres cystites chroniques
  - N30.3) Trigonite (Urétro-trigonite)
  - N30.4) Cystite due à une irradiation
  - N30.8) Autres cystites (Abcès de la vessie)
  - N30.9) Cystite, sans précision

- N31) Dysfonctionnement neuro-musculaire de la vessie
  - N31.0) Vessie neurogène non inhibée, non classée ailleurs
  - N31.1) Vessie neurogène réflexe, non classée ailleurs
  - N31.2) Vessie neurogène flasque (périphérique), non classée ailleurs
  - N31.8) Autres dysfonctionnements neuro-musculaires de la vessie
  - N31.9) Dysfonctionnement neuro-musculaire de la vessie, sans précision

- N32) Autres affections de la vessie
  - N32.0) Obstruction du col de la vessie (Sténose du col de la vessie)
  - N32.1) Fistule vésico-intestinale
  - N32.2) Fistule vésicale, non classée ailleurs
  - N32.3) Diverticule de la vessie
  - N32.4) Rupture de la vessie, non traumatique
  - N32.8) Autres affections précisées de la vessie (Vessie spastique)
  - N32.9) Affection de la vessie, sans précision

- N33* Affections de la vessie au cours de maladies classées ailleurs
  - N33.0* Cystite tuberculeuse (A18.1+)
  - N33.8* Affections de la vessie au cours d'autres maladies classées ailleurs

- N34) Urétrite et syndrome urétral
  - N34.0) Abcès urétral
  - N34.1) Urétrite non spécifique
  - N34.2) Autres urétrites (Méatite urétrale, Ulcère de l'urètre)
  - N34.3) Syndrome urétral, sans précision

- N35) Rétrécissement urétral
  - N35.0) Rétrécissement urétral post-traumatique
  - N35.1) Rétrécissement urétral post-infectieux, non classé ailleurs
  - N35.8) Autres rétrécissements urétraux
  - N35.9) Rétrécissement urétral, sans précision

- N36) Autres affections de l'urètre
  - N36.0) Fistule urétrale
  - N36.1) Diverticule urétral
  - N36.2) Caroncule urétrale
  - N36.3) Prolapsus de la muqueuse urétrale
  - N36.8) Autres affections précisées de l'urètre
  - N36.9) Affection de l'urètre, sans précision

- N37* Affections de l'urètre au cours de maladies classées ailleurs
  - N37.0* Urétrite au cours de maladies classées ailleurs
  - N37.8* Autres affections de l'urètre au cours de maladies classées ailleurs

- N39) Autres affections de l'appareil urinaire
  - N39.0) Infection des voies urinaires, siège non précisé
  - N39.1) Protéinurie persistante, sans précision
  - N39.2) Protéinurie orthostatique, sans précision
  - N39.3) Incontinence urinaire d'effort
  - N39.4) Autres formes d'incontinence urinaire précisées
  - N39.8) Autres affections précisées de l'appareil urinaire
  - N39.9) Affection de l'appareil urinaire, sans précision

## N40-N99 - Maladies du système génital: bassin, organes génitaux et seins

### (N40-N51) Maladies des organes génitaux masculins
- N40) Hyperplasie de la prostate (adénome de la prostate, barrière de Mercier, fibroadénome, fibrome, hyperplasie adénofibromateuse, hyperplasie, hypertrophie, myome de la prostate)

- N41) Affections inflammatoires de la prostate
  - N41.0) Prostatite aiguë
  - N41.1) Prostatite chronique
  - N41.2) Abcès de la prostate
  - N41.3) Prostato-cystite
  - N41.8) Autres affections inflammatoires de la prostate
  - N41.9) Affection inflammatoire de la prostate, sans précision

- N42) Autres affections de la prostate
  - N42.0) Calcul de la prostate
  - N42.1) Congestion et hémorragie prostatiques
  - N42.2) Atrophie de la prostate
  - N42.8) Autres affections précisées de la prostate
  - N42.9) Affection de la prostate, sans précision

- N43) Hydrocèle et spermatocèle
  - N43.0) Hydrocèle enkystée
  - N43.1) Hydrocèle infectée
  - N43.2) Autres hydrocèles
  - N43.3) Hydrocèle, sans précision
  - N43.4) Spermatocèle

- N44) Torsion du testicule
  - N45) Orchite et épididymite
  - N45.0) Orchite, épididymite et épididymo-orchite, avec abcès
  - N45.9) Orchite, épididymite et épididymo-orchite, sans abcès (épididymite, orchite)

- N46) Stérilité, chez l'homme (azoospermie, oligospermie)

- N47) Hypertrophie du prépuce, phimosis et paraphimosis

- N48) Autres affections de la verge
  - N48.0) Leucoplasie de la verge (balanite scléreuse oblitérante, kraurosis de la verge)
  - N48.1) Balano-posthite
  - N48.2) Autres affections inflammatoires de la verge
  - N48.3) Priapisme
  - N48.4) Impuissance d'origine organique
  - N48.5) Ulcère de la verge
  - N48.6) Induration plastique des corps caverneux (maladie de La Peyronie)
  - N48.8) Autres affections précisées de la verge (atrophie, hypertrophie, thrombose des corps caverneux et de la verge)
  - N48.9) Affection de la verge, sans précision

- N49) Affections inflammatoires des organes génitaux de l'homme, non classées ailleurs
  - N49.0) Affections inflammatoires des vésicules séminales (vésiculite)
  - N49.1) Affections inflammatoires du cordon spermatique, de la tunique vaginale du testicule et du canal déférent (Déférentite)
  - N49.2) Affections inflammatoires du scrotum
  - N49.8) Affections inflammatoires d'autres organes génitaux précisés de l'homme
  - N49.9) Affection inflammatoire des organes génitaux non précisés de l'homme (abcès, anthrax, furoncle, phlegmon des organes génitaux non précisés de l'homme)

- N50) Autres affections des organes génitaux de l'homme
  - N50.0) Atrophie du testicule
  - N50.1) Affections vasculaires des organes génitaux de l'homme (hématocèle, hémorragie, thrombose des organes génitaux de l'homme)
  - N50.8) Autres affections précisées des organes génitaux de l'homme
  - N50.9) Affection des organes génitaux de l'homme, sans précision

- N51* Affections des organes génitaux de l'homme au cours de maladies classées ailleurs
  - N51.0* Affections de la prostate au cours de maladies classées ailleurs (prostatite gonococcique, trichomonas tuberculeuse)
  - N51.1* Affections du testicule et de l'épididyme au cours de maladies classées ailleurs (épididymite, orchite à Chlamydia)
  - N51.2* Balanite au cours de maladies classées ailleurs
  - N51.8* Autres affections des organes génitaux de l'homme au cours de maladies classées ailleurs

### (N60-N64) Troubles du sein
- N60) Dysplasies mammaires bénignes (mastopathie fibrokystique)
  - N60.0) Kyste solitaire du sein
  - N60.1) Mastopathie kystique diffuse
  - N60.2) Adénofibrose du sein
  - N60.3) Fibrosclérose du sein
  - N60.4) Ectasie des canaux galactophores
  - N60.8) Autres dysplasies mammaires bénignes
  - N60.9) Dysplasie mammaire bénigne, sans précision

- N61) Affections inflammatoires du sein

- N62) Hypertrophie mammaire (Gynécomastie, Hypertrophie mammaire)

- N63) Tuméfaction mammaire, sans précision

- N64) Autres affections du sein
  - N64.0) Fissure et fistule du mamelon
  - N64.1) Cytostéatonécrose du sein (Nécrose adipeuse du sein)
  - N64.2) Atrophie mammaire
  - N64.3) Galactorrhée sans relation avec un accouchement
  - N64.4) Mastodynie
  - N64.5) Autres signes et symptômes observés au niveau du sein
  - N64.8) Autres affections précisées du sein (Galactocèle)
  - N64.9) Affection du sein, sans précision

### (N70-N77) Maladies inflammatoires des organes pelviens féminins
- N70) Salpingite et ovarite
  - N70.0) Salpingite et ovarite aiguës
  - N70.1) Salpingite et ovarite chroniques (Hydrosalpinx)
  - N70.9) Salpingite et ovarite, sans précision

- N71) Affections inflammatoires de l'utérus, à l'exclusion du col
  - N71.0) Affection inflammatoire aiguë de l'utérus
  - N71.1) Affection inflammatoire chronique de l'utérus
  - N71.9) Affection inflammatoire de l'utérus, sans précision

- N72) Affections inflammatoires du col de l'utérus (Cervicite, Endocervicite, Exocervicite)

- N73) Autres affections inflammatoires pelviennes de la femme
  - N73.0) Paramétrite et phlegmon pelvien aigus
  - N73.1) Paramétrite et phlegmon pelvien chroniques
  - N73.2) Paramétrite et phlegmon pelvien, sans précision
  - N73.3) Pelvipéritonite aiguë chez la femme
  - N73.4) Pelvipéritonite chronique chez la femme
  - N73.5) Pelvipéritonite chez la femme, sans précision
  - N73.6) Adhérences pelvi-péritonéales chez la femme
  - N73.8) Autres affections inflammatoires pelviennes précisées de la femme
  - N73.9) Affection inflammatoire pelvienne de la femme, sans précision

- N74* Affections inflammatoires pelviennes de la femme, au cours de maladies classées ailleurs
  - N74.0* Tuberculose du col de l'utérus (A18.1+)
  - N74.1* Affection inflammatoire pelvienne tuberculeuse de la femme (A18.1+)
  - N74.2* Affection inflammatoire pelvienne syphilitique de la femme (A51.4+, A52.7+)
  - N74.3* Affection inflammatoire pelvienne gonococcique de la femme (A54.2+)
  - N74.4* Affection inflammatoire pelvienne à Chlamydia, de la femme (A56.1+)
  - N74.8* Affections inflammatoires pelviennes de la femme, au cours d'autres maladies classées ailleurs

- N75) Affection de la glande de Bartholin
  - N75.0) Kyste de la glande de Bartholin
  - N75.1) Abcès de la glande de Bartholin
  - N75.8) Autres affections de la glande de Bartholin (Bartholinite)
  - N75.9) Affection de la glande de Bartholin, sans précision

- N76) Autres inflammations du vagin et de la vulve
  - N76.0) Vaginite aiguë (Vaginite)
  - N76.1) Vaginite subaiguë et chronique (Vulvo-vaginite)
  - N76.2) Vulvite aiguë
  - N76.3) Vulvite subaiguë et chronique
  - N76.4) Abcès de la vulve
  - N76.5) Ulcération du vagin
  - N76.6) Ulcération de la vulve
  - N76.8) Autres inflammations précisées du vagin et de la vulve

- N77* Ulcération et inflammation vulvo-vaginales au cours de maladies classées ailleurs
  - N77.0* Ulcération de la vulve au cours de maladies infectieuses et parasitaires classées ailleurs
  - N77.1* Vaginite, vulvite et vulvo-vaginite au cours de maladies infectieuses et parasitaires classées ailleurs
  - N77.8* Ulcération et inflammation vulvo-vaginales au cours d'autres maladies classées ailleurs

### (N80-N98) Affections non inflammatoires de l'appareil génital féminin
- N80) Endométriose
  - N80.0) Endométriose de l'utérus (Adénomyose)
  - N80.1) Endométriose de l'ovaire
  - N80.2) Endométriose de la trompe de Fallope
  - N80.3) Endométriose du péritoine pelvien
  - N80.4) Endométriose du septum recto-vaginal et du vagin
  - N80.5) Endométriose de l'intestin
  - N80.6) Endométriose sur cicatrice cutanée
  - N80.8) Autres endométrioses
  - N80.9) Endométriose, sans précision

- N81) Prolapsus génital
  - N81.0) Urétrocèle chez la femme
  - N81.1) Cystocèle
  - N81.2) Prolapsus utéro-vaginal partiel
  - N81.3) Prolapsus utéro-vaginal complet (Procidence)
  - N81.4) Prolapsus utéro-vaginal, sans précision (Prolapsus utérin)
  - N81.5) Entérocèle vaginale
  - N81.6) Rectocèle
  - N81.8) Autres prolapsus génitaux
  - N81.9) Prolapsus génital, sans précision

- N82) Fistules de l'appareil génital de la femme
  - N82.0) Fistule vésico-vaginale
  - N82.1) Autres fistules de l'appareil génito-urinaire de la femme
  - N82.2) Fistule du vagin à l'intestin grêle
  - N82.3) Fistule du vagin au côlon
  - N82.4) Autres fistules intestino-génitales chez la femme
  - N82.5) Fistule génito-cutanée chez la femme
  - N82.8) Autres fistules de l'appareil génital de la femme
  - N82.9) Fistule de l'appareil génital de la femme, sans précision

- N83) Affections non inflammatoires de l'ovaire, de la trompe de Fallope et du ligament large
  - N83.0) Kyste folliculaire de l'ovaire
  - N83.1) Kyste du corps jaune
  - N83.2) Kystes de l'ovaire, autres et sans précision
  - N83.3) Atrophie acquise de l'ovaire et de la trompe de Fallope
  - N83.4) Prolapsus et hernie de l'ovaire et de la trompe de Fallope
  - N83.5) Torsion de l'ovaire, du pédicule ovarien et de la trompe de Fallope
  - N83.6) Hématosalpinx
  - N83.7) Hématome du ligament large
  - N83.8) Autres affections non inflammatoires de l'ovaire, de la trompe de Fallope et du ligament large (Syndrome Allen-Masters)
  - N83.9) Affection non inflammatoire de l'ovaire, de la trompe de Fallope et du ligament large, sans précision

- N84) Polype de l'appareil génital de la femme
  - N84.0) Polype du corps de l'utérus
  - N84.1) Polype du col de l'utérus
  - N84.2) Polype du vagin
  - N84.3) Polype de la vulve
  - N84.8) Polypes d'autres parties de l'appareil génital de la femme
  - N84.9) Polype de l'appareil génital de la femme, sans précision

- N85) Autres affections non inflammatoires de l'utérus, sauf le col
  - N85.0) Hyperplasie glandulaire de l'endomètre
  - N85.1) Hyperplasie adénomateuse de l'endomètre
  - N85.2) Hypertrophie de l'utérus
  - N85.3) Subinvolution de l'utérus
  - N85.4) Malposition de l'utérus (Antéversion, Rétroflexion, Rétroversion de l'utérus)
  - N85.5) Inversion de l'utérus
  - N85.6) Synéchie utérine
  - N85.7) Hématométrie
  - N85.8) Autres affections non inflammatoires précisées de l'utérus
  - N85.9) Affection non inflammatoire de l'utérus, sans précision

- N86) Erosion et ectropion du col de l'utérus

- N87) Dysplasie du col de l'utérus
  - N87.0) Dysplasie légère du col de l'utérus
  - N87.1) Dysplasie moyenne du col de l'utérus
  - N87.2) Dysplasie sévère du col de l'utérus, non classée ailleurs
  - N87.9) Dysplasie du col de l'utérus, sans précision

- N88) Autres affections non inflammatoires du col de l'utérus
  - N88.0) Leucoplasie du col de l'utérus
  - N88.1) Déchirure ancienne du col de l'utérus
  - N88.2) Rétrécissement et sténose du col de l'utérus
  - N88.3) Béance du col de l'utérus
  - N88.4) Allongement hypertrophique du col de l'utérus
  - N88.8) Autres affections non inflammatoires précisées du col de l'utérus
  - N88.9) Affection non inflammatoire du col de l'utérus, sans précision

- N89) Autres affections non inflammatoires du vagin
  - N89.0) Dysplasie légère du vagin
  - N89.1) Dysplasie moyenne du vagin
  - N89.2) Dysplasie sévère du vagin, non classée ailleurs
  - N89.3) Dysplasie du vagin, sans précision
  - N89.4) Leucoplasie du vagin
  - N89.5) Rétrécissement et atrésie du vagin
  - N89.6) Anneau hyménal serré
  - N89.7) Hématocolpos
  - N89.8) Autres affections non inflammatoires précisées du vagin (Leucorrhée)
  - N89.9) Affection non inflammatoire du vagin, sans précision

- N90) Autres affections non inflammatoires de la vulve et du périnée
  - N90.0) Dysplasie légère de la vulve
  - N90.1) Dysplasie moyenne de la vulve
  - N90.2) Dysplasie sévère de la vulve, non classée ailleurs
  - N90.3) Dysplasie de la vulve, sans précision
  - N90.4) Leucoplasie de la vulve  (Dystrophie, Kraurosis de la vulve)
  - N90.5) Atrophie de la vulve
  - N90.6) Hypertrophie de la vulve
  - N90.7) Kyste de la vulve
  - N90.8) Autres affections non inflammatoires précisées de la vulve et du périnée
  - N90.9) Affection non inflammatoire de la vulve et du périnée, sans précision

- N91) Aménorrhée, oligoménorrhée et hypoménorrhée
  - N91.0) Aménorrhée primaire
  - N91.1) Aménorrhée secondaire
  - N91.2) Aménorrhée, sans précision
  - N91.3) Oligoménorrhée primaire
  - N91.4) Oligoménorrhée secondaire
  - N91.5) Oligoménorrhée, sans précision (Hypoménorrhée)

- N92) Ménorragie, polyménorrhée et métrorragie
  - N92.0) Menstruation trop abondante et trop fréquente avec cycle menstruel régulier (Ménorragie, Polyménorrhée, Règles abondantes)
  - N92.1) Menstruation trop abondante et trop fréquente avec cycle menstruel irrégulier
  - N92.2) Menstruation trop abondante à la puberté
  - N92.3) Saignements de l'ovulation
  - N92.4) Saignements abondants de la préménopause
  - N92.5) Autres irrégularités menstruelles précisées
  - N92.6) Irrégularités menstruelles, sans précision

- N93) Autres saignements anormaux de l'utérus et du vagin
  - N93.0) Saignements post-coïtaux et de contact
  - N93.8) Autres saignements anormaux précisés de l'utérus et du vagin
  - N93.9) Saignement anormal de l'utérus et du vagin, sans précision

- N94) Douleurs et autres affections des organes génitaux de la femme et du cycle menstruel
  - N94.0) Douleurs intermenstruelles
  - N94.1) Dyspareunie
  - N94.2) Vaginisme
  - N94.3) Syndrome de tension prémenstruelle
  - N94.4) Dysménorrhée primaire
  - N94.5) Dysménorrhée secondaire
  - N94.6) Dysménorrhée, sans précision
  - N94.8) Autres affections précisées des organes génitaux de la femme et du cycle menstruel
  - N94.9) Affection des organes génitaux de la femme et du cycle menstruel, sans précision

- N95) Troubles de la ménopause et autres troubles de la périménopause
  - N95.0) Saignements post-ménopausiques
  - N95.1) Troubles de la ménopause et du climatère féminin
  - N95.2) Vaginite atrophique post-ménopausique
  - N95.3) Troubles au cours d'une ménopause artificielle
  - N95.8) Autres troubles précisés de la ménopause et de la périménopause
  - N95.9) Trouble de la ménopause et de la périménopause, sans précision

- N96) Avortements à répétition

- N97) Stérilité de la femme
  - N97.0) Stérilité associée à une anovulation
  - N97.1) Stérilité d'origine tubaire
  - N97.2) Stérilité d'origine utérine
  - N97.3) Stérilité d'origine cervicale
  - N97.4) Stérilité de la femme associée à des facteurs relevant de l'homme
  - N97.8) Stérilité de la femme d'autres origines
  - N97.9) Stérilité de la femme, sans précision

- N98) Complications de la fécondation artificielle
  - N98.0) Infection associée à l'insémination artificielle
  - N98.1) Hyperstimulation des ovaires
  - N98.2) Complications de tentative d'implantation d'un œuf fécondé après fécondation in vitro
  - N98.3) Complications de tentative d'implantation d'un embryon en cas de transfert d'embryon
  - N98.8) Autres complications de la fécondation artificielle
  - N98.9) Complication de la fécondation artificielle, sans précision

### (N99) Autres affections de l'appareil génito-urinaire
- N99) Affections de l'appareil génito-urinaire après un acte à visée diagnostique et thérapeutique, non classées ailleurs
  - N99.0) Insuffisance rénale après un acte à visée diagnostique et thérapeutique
  - N99.1) Rétrécissement urétral après un acte à visée diagnostique et thérapeutique
  - N99.2) Adhérences vaginales post-opératoires
  - N99.3) Prolapsus de la paroi supérieure du vagin après hystérectomie
  - N99.4) Adhérences pelvi-péritonéales après un acte à visée diagnostique et thérapeutique
  - N99.5) Mauvais fonctionnement de stomie de l'appareil urinaire
  - N99.8) Autres affections de l'appareil génito-urinaire après un acte à visée diagnostique et thérapeutique
  - N99.9) Affection de l'appareil génito-urinaire après un acte à visée diagnostique et thérapeutique, sans précision